# Jan Krogh Jensen
Jan "Face" Krogh Jensen (* 23. August 1958 in Dänemark; † 16. Juni 1996 in Mjøndalen, Neder Eiker, Buskerud, Norwegen) war ein Mitglied der Bandidos.
In den 1980er Jahren emigrierte Jan Krogh Jensen nach Schweden und war in Helsingborg zusammen mit Michael Ljunggren Mitbegründer des White Trash MCs, dem ersten Outlaw Motorcycle Club Schwedens. Anfang der 1990er Jahre wurde er ein Mitglied der Bandidos.
Am 16. Juni 1996 war er zusammen mit Michael Lerche Olsen, dem schwedischen Präsidenten der Bandidos, auf dem Weg nach Drammen, Norwegen, um ein dortiges Chapter der Bandidos zu besuchen. Als sie auf einem Rastplatz in Mjøndalen, Eiker anhielten, wurde das Feuer auf die beiden eröffnet. Jensen wurde mehrfach von einer halbautomatischen Pistole getroffen. Er wurde anschließend in das Ullevål University Hospital in Oslo gebracht, wo die Ärzte seinen Tod feststellten. Es wird vermutet, dass Lerche Olsen das eigentliche Ziel des Schusswechsels war. Ein Mitglied der Hells Angels wurde später verhaftet, jedoch vor Gericht freigesprochen. Die Tat steht mit dem Rockerkrieg in Skandinavien in Verbindung.